# 長谷川希
長谷川 希（はせがわ のぞみ、1977年8月25日 - ）は、日本のマルチタレント（レポーター、エッセイスト、ごはんソムリエ、MC、ナレーター、モデル）である。新潟県新潟市出身。津田塾大学学芸学部国際関係学科卒業。所属事務所はボアエージェンシー。

## 学歴
- 津田塾大学学芸学部 国際関係学科 卒業

## 職歴
- 野村証券（2001年 - 2003年）勤務
- 東京アナウンスセミナー受講（2004年）
- 『タカコ・ナカムラ Whole  Food? School マスターコース』卒業

## 趣味・特技
- 趣味：ちょこっと散策、 自然食、買い物、YOGA、森林浴、 温泉。
- 特技：特売品で創作料理、人との出会い。

## 資格
- 證券外務員1種
- 国際スキー技術検定
- ごはんソムリエ

## 出演

### テレビ番組
- もっとぶらり!風気分（2004年4月 - 2005年2月、テレビ神奈川）
- 日経住宅サーチ (2004年、NIKKEI NET）- リポーター
- Sweet Home（2005年、CNS ）- レポーター
- 第22回ふるさと上川ふれあい祭り (2007年8月、新潟放送）- レポーター

### ラジオ
- 『オフタイムクルーズ』（東京FM）
- アーティスト『MERODY』CD発売CM（東京FM）

### VP
- 『株式学習ゲームガイダンス用ビデオ』（2006年、毎日映画社）- ナビゲーター
- 『ドライブレコーダー広報DVD』（2006年、毎日映画社） - レポーター
- 『子ども放送局　わくわくどくしょランド』（2006年、毎日映画社）- ナレーション
- 『アングリングファンDVD』（2006年、コスミック出版）- ナレーション
- 『国分寺崖線保全フォーラムDVD』（2006年、（世田谷区） - ナレーション
- 『ペンタックス測量機DVD』（2008年）- ナレーション

## イベント
- 『白河良酒の会』- 利き酒イベントゲスト
- 『全国菓子工業組合連合会』（2007年2月）-MC
- 映画『千の風になって』（2007年8月）- 上映会ＭＣ

## 雑誌・本
- 『MORE』（2004年、集英社）
- 『Hanako』（2004年、マガジンハウス）
- 『ＳSPOS』（新美容出版）
- 『夢を実現した 私の仕事 わたしの方法』（2006年、ダイヤモンド社）- インタビュー
- 『ヘアモード』（女性モード社）
- 『リクウ』文章（2006年、中央公論新社）
- 『ネットマネー』（2006年、廣済堂出版）
- 『朝美人の練習帖』（2007年、朝日新聞社）
- 『FENEK』（2009年、三推社×講談社）

## WEB
- 『すっぴん旅レポーター 長谷川希のタビコラム』連載（2005年 - 2006年、楽天トラベル）
- 『SBIオンラインセミナー』（2007年、SBIホールディングス）- MC
- 『たべとこ　食にまつわるエトセトラ』（2007年6月 - 2010年3月、スウイングアーツ）
- 『深呼吸倶楽部』（秋元康プロデュース）- 執筆出演 、連載スタート

## DVD
- 『野菜コーディネーター養成講座』（2011年8月、学文社）- MC